# Cantone di Saint-Loup-sur-Semouse
Il Cantone di Saint-Loup-sur-Semouse è una divisione amministrativa dell'arrondissement di Lure.
A seguito della riforma approvata con decreto del 17 febbraio 2014, che ha avuto attuazione dopo le elezioni dipartimentali del 2015, è passato da 13 a 23 comuni.

## COmposizione
I 13 comuni facenti parte prima della riforma del 2014 erano:
- Aillevillers-et-Lyaumont
- Ainvelle
- Briaucourt
- Conflans-sur-Lanterne
- Corbenay
- Fleurey-lès-Saint-Loup
- Fontaine-lès-Luxeuil
- Fougerolles
- Francalmont
- Hautevelle
- Magnoncourt
- Saint-Loup-sur-Semouse
- La Vaivre

Dal 2015 i comuni appartenenti al cantone sono i seguenti 23:
- Abelcourt
- Aillevillers-et-Lyaumont
- Ainvelle
- Briaucourt
- Conflans-sur-Lanterne
- Corbenay
- Éhuns
- Fleurey-lès-Saint-Loup
- Fontaine-lès-Luxeuil
- Fougerolles
- Francalmont
- Hautevelle
- Magnoncourt
- Mailleroncourt-Charette
- Meurcourt
- Neurey-en-Vaux
- Saint-Loup-sur-Semouse
- Sainte-Marie-en-Chaux
- La Vaivre
- Velorcey
- La Villedieu-en-Fontenette
- Villers-lès-Luxeuil
- Visoncourt